# Верхнесилезский каменноугольный бассейн

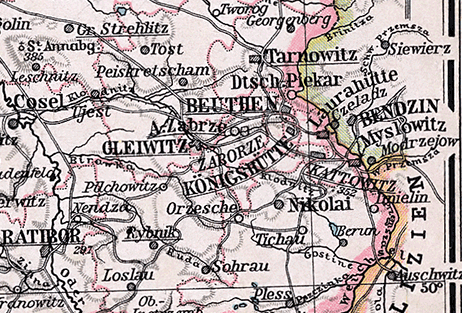
Верхнесилезский регион вокруг Катовице в 1905

Верхнесиле́зский каменноу́гольный бассе́йн (пол. Górnośląskie Zagłębie Węglowe) — угольный бассейн в Силезии. Находится главным образом в Польше, но частично и на территории Чехии. Располагает и другими полезными ископаемыми (цинк, свинец, кадмий).

## Расположение и запасы
Верхнесилезский угольный бассейн расположен в историческом регионе Верхняя Силезия и Заглебье Домбровское на юге Польши, в верхнем течении Вислы и Одера, а также частично в Моравско-Силезском крае (Чехия) на Верхнесилезской низменности, окружён Судетскими и Свентокширскими горами.
Площадь бассейна составляет около 6500 км², из них примерно 1000 км² приходится на его южную часть в Чехии, имеющую название Остравско-Карвинский бассейн. Общие запасы угля в бассейне до глубины 1000 м — 100 млрд т. В угленосной толще находится более 450 угольных пластов и прослоек, из них до 200 толщиной более 0,5 м. Теплота сгорания этого угля 26-30 МДж/кг. Годовая добыча подземным способом составляет 175 млн тонн, из которых 150 млн приходится на Польшу.